# 14428 Lazaridis
14428 Lazaridis eller 1991 VM12 är en asteroid i huvudbältet som upptäcktes den 8 november 1991 av Spacewatch vid Kitt Peak-observatoriet. Den är uppkallad efter den kanadensiske entreprenören Mike Lazaridis
Asteroiden har en diameter på ungefär 11 kilometer.